# جان رابرتس (بازیگر)
جان رابرتس (انگلیسی: John Roberts؛ زادهٔ ۱۹۷۹) یک هنرپیشه اهل ایالات متحده آمریکا است.